# إيزابيل براون
إيزابيل براون (6 ديسمبر 1894 - 22 أكتوبر 1984) (بالإنجليزية: Isabel Brown)‏ هي ناشطة شيوعية بريطانية.
ولدت في تينيسيد، وحصلت على منحة دراسية لولوج كلية تدريب المعلمين سندرلاند. في البداية كانت متدينة، لكنها غيرت وجهة نظرها نتيجة الحرب العالمية الأولى. أصبحت نشطة في الاتحاد الوطني للمعلمين وانضمت إلى حزب العمال في عام 1918.
في عام 1921، تزوجت إيزابيل إرنست براون، وأصبحت عضوا مؤسسا في الحزب الشيوعي البريطاني (CPGB). انتقلت مع إرنست إلى موسكو في عام 1924، وعادت قبل الإضراب العام البريطاني مباشرة. خلال الإضراب، سجن براون بتهمة التحريض.
في عام 1930، درست براون في مدرسة لينين، ثم قادت اللجنة البريطانية لإغاثة ضحايا الفاشية.